# Deutsche Einband-Meisterschaft 2016/17

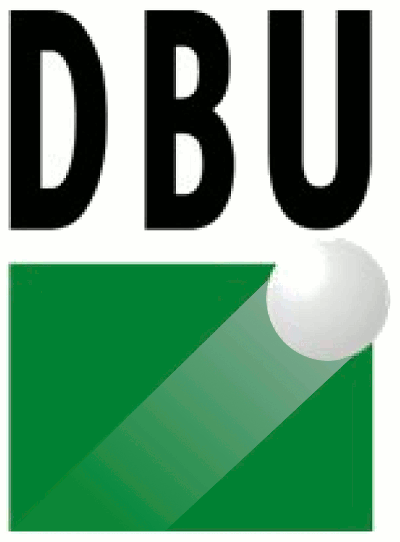
Verbandslogo: DBU

Veranstaltungsort: Bad Wildungen

Die Deutsche Einband-Meisterschaft 2016/17 ist eine Billard-Turnierserie und fand vom 9. bis zum 10. November 2016 in Bad Wildungen zum 63. Mal statt.

## Geschichte
Der Langendammer Sven Daske gewann seinen ersten deutschen Meistertitel im Einband. Mit nur 4,17 Generaldurchschnitt (GD) konnte letztmalig 1971 der Titel gewonnen werden. Platz zwei ging an Arnd Riedel vor Markus Dömer und Manuel Orttmann.

Die kompletten Ergebnisse stammen aus eigenen Unterlagen und er österreichischen Billardzeitung Billard.

## Modus
Gespielt wurde in zwei Vierergruppen bis 100 Punkte oder 20 Aufnahmen. Die zwei Gruppenbesten kamen danach in die K.o.-Spiele des Halbfinales. Ab hier wurde bis 100 Punkte ohne Aufnahmenbegrenzung gespielt.
Die Endplatzierung ergab sich aus folgenden Kriterien:
1. Matchpunkte (MP)
2. Generaldurchschnitt (GD)
3. Bester Einzeldurchschnitt (BED)
4. Höchstserie (HS)

## Teilnehmer (alphabetisch)
1. Thomas Wildförster (BC Hilden), Titelverteidiger
2. Sven Daske (SCB Langendamm)
3. Markus Dömer (ABC Merklinde)
4. Carsten Lässig (BG Coesfeld)
5. Markus Melerski (BC Hilden)
6. Manuel Orttmann (Ilmenau)
7. Arnd Riedel (BC Wedel)
8. Dieter Steinberger (BC Kempten)

### Gruppenphase
| Platz                     | Name               | MP  | Pkte. | Aufn. | GD   | BED  | HS |
| ------------------------- | ------------------ | --- | ----- | ----- | ---- | ---- | -- |
| 1                         | Arnd Riedel        | 5:1 | 256   | 60    | 4,26 | 5,00 | 41 |
| 2                         | Sven Daske         | 4:2 | 226   | 53    | 4,26 | 6,25 | 22 |
| 3                         | Markus Melerski    | 2:4 | 233   | 56    | 4,16 | 5,26 | 26 |
| 4                         | Thomas Wildförster | 1:5 | 263   | 55    | 4,78 | 5,00 | 31 |
| Gruppendurchschnitt: 4,36 |                    |     |       |       |      |      |    |

| Platz                     | Name               | MP  | Pkte. | Aufn. | GD   | BED  | HS |
| ------------------------- | ------------------ | --- | ----- | ----- | ---- | ---- | -- |
| 1                         | Markus Dömer       | 4:2 | 283   | 45    | 6,28 | 7,14 | 28 |
| 2                         | Manuel Orttmann    | 4:2 | 228   | 51    | 4,47 | 5,88 | 49 |
| 3                         | Carsten Lässig     | 2:4 | 251   | 44    | 5,70 | 9,09 | 41 |
| 4                         | Dieter Steinberger | 2:4 | 197   | 56    | 3,51 | 6,25 | 18 |
| Gruppendurchschnitt: 4,89 |                    |     |       |       |      |      |    |

### Finalrunde
| 1. Halbfinale   |     |     |    |      |      |    |
| Arnd Riedel     | 2:0 | 100 | 38 | 2,63 | 2,63 | 16 |
| Manuel Orttmann | 0:2 | 99  | 38 | 2,60 | –    | 32 |

| 2. Halbfinale |     |     |    |      |      |    |
| Markus Dömer  | 0:2 | 84  | 24 | 3,50 | –    | 24 |
| Sven Daske    | 2:0 | 100 | 24 | 4,16 | 4,16 | 33 |

| Finale      |     |     |    |      |      |    |
| Arnd Riedel | 0:2 | 34  | 25 | 1,36 | –    | 8  |
| Sven Daske  | 2:0 | 100 | 25 | 4,00 | 4,00 | 32 |

## Abschlusstabelle
| MP    | Match Punkte (Sieger = 2; Unentschieden = 1; Verlierer = 0) |
| SV    | Satzverhältnis (nur bei Turnieren im Satzsystem)            |
| Pkte. | Erzielte Karambolagen                                       |
| Aufn. | benötigte Aufnahmen                                         |
| GD    | Generaldurchschnitt                                         |
| MGD   | Mannschafts-Generaldurchschnitt                             |
| BED   | Bester Einzeldurchschnitt eines Spielers                    |
| BEMD  | Bester Einzeldurchschnitt einer Mannschaft                  |
| BSD   | Bester Satzdurchschnitt eines Spielers                      |
| HS    | Höchstserie                                                 |
| WRP   | Weltranglistenpunkte                                        |

| Klassement                | Klassement | Klassement         | Klassement | Klassement | Klassement | Klassement | Klassement | Klassement | Klassement |
| Phase                     | Platz      | Name               | MP         | Pkt.       | Aufn.      | GD         | BED        | HS         |            |
| ------------------------- | ---------- | ------------------ | ---------- | ---------- | ---------- | ---------- | ---------- | ---------- | ---------- |
| Finale                    | 1          | Sven Daske         | 8:2        | 426        | 102        | 4,17       | 6,25       | 33         |            |
| Finale                    | 2          | Arnd Riedel        | 7:3        | 390        | 123        | 3,17       | 5,00       | 41         |            |
| Halb- finale              | 3          | Markus Dömer       | 4:4        | 367        | 69         | 5,31       | 7,14       | 28         |            |
| Halb- finale              | 3          | Manuel Orttmann    | 4:4        | 327        | 89         | 3,67       | 5,88       | 49         |            |
| Gruppen- phase            | 5          | Carsten Lässig     | 2:4        | 251        | 44         | 5,70       | 9,09       | 41         |            |
| Gruppen- phase            | 6          | Markus Melerski    | 2:4        | 233        | 56         | 4,16       | 5,26       | 26         |            |
| Gruppen- phase            | 7          | Dieter Steinberger | 2:4        | 197        | 56         | 3,51       | 6,25       | 18         |            |
| Gruppen- phase            | 8          | Thomas Wildförster | 1:5        | 263        | 55         | 4,78       | 5,000      | 31         |            |
| Turnierdurchschnitt: 4,13 |            |                    |            |            |            |            |            |            |            |